# Bitwa pod Sołami
Bitwa pod Sołami – bitwa powstania kościuszkowskiego stoczona 26 czerwca 1794 roku, zakończona porażką wojsk polskich.
Do starcia doszło, gdy polskie oddziały (ok. 4000 ludzi, pod dowództwem gen. J. Jasińskiego, maszerujące na Oszmiany, napotkały na siły rosyjskie rozłożone obozem pod Soły. Rosjanie rozmieścili siły w dwóch obozach, na przeciwległych brzegach rzeki Oszmianki. Główne siły polskie odrzuciły rosyjską straż przednią, wysuniętą pod Żuprany, w kierunku na Soły, a następnie uderzyły na większy obóz rosyjski, znajdujący się na lewym brzegu. Po zażartej walce, gen. Jasiński zdobył Soły. Tymczasem wydzielony oddział płk. S. Grabowskiego (pułk kosynierów, 200 kawalerzystów i 2 działa), przeprawił się na prawy brzeg rzeki i zaatakował mniejszy z obozów rosyjskich. Rosjanie wycofali się pod naporem Jasińskiego, przeszli na drugi brzeg, niszcząc za sobą przeprawy i uderzyli na siły Grabowskiego. Odcięty gen. Jasiński nie mógł przyjść wydzielonemu oddziałowi z pomocą, w wyniku czego siły Grabowskiego zostały rozbite i straciły działa.
Wieczorem Polacy wycofali się do Słobódki, a następnego dnia do Szumska.